# Ліпе (Стараховицький повіт)
Ліпе (пол. Lipie) — село в Польщі, у гміні Броди Стараховицького повіту Свентокшиського воєводства.
Населення — 506 осіб (2011).
У 1975-1998 роках село належало до Келецького воєводства.

## Демографія
Демографічна структура на день 31 березня 2011 року:
|          | Загалом | Допрацездатний вік | Працездатний вік | Постпрацездатний вік |
| -------- | ------- | ------------------ | ---------------- | -------------------- |
| Чоловіки | 244     | 51                 | 177              | 16                   |
| Жінки    | 262     | 55                 | 155              | 52                   |
| Разом    | 506     | 106                | 332              | 68                   |